# مسواک‌زدن دندان

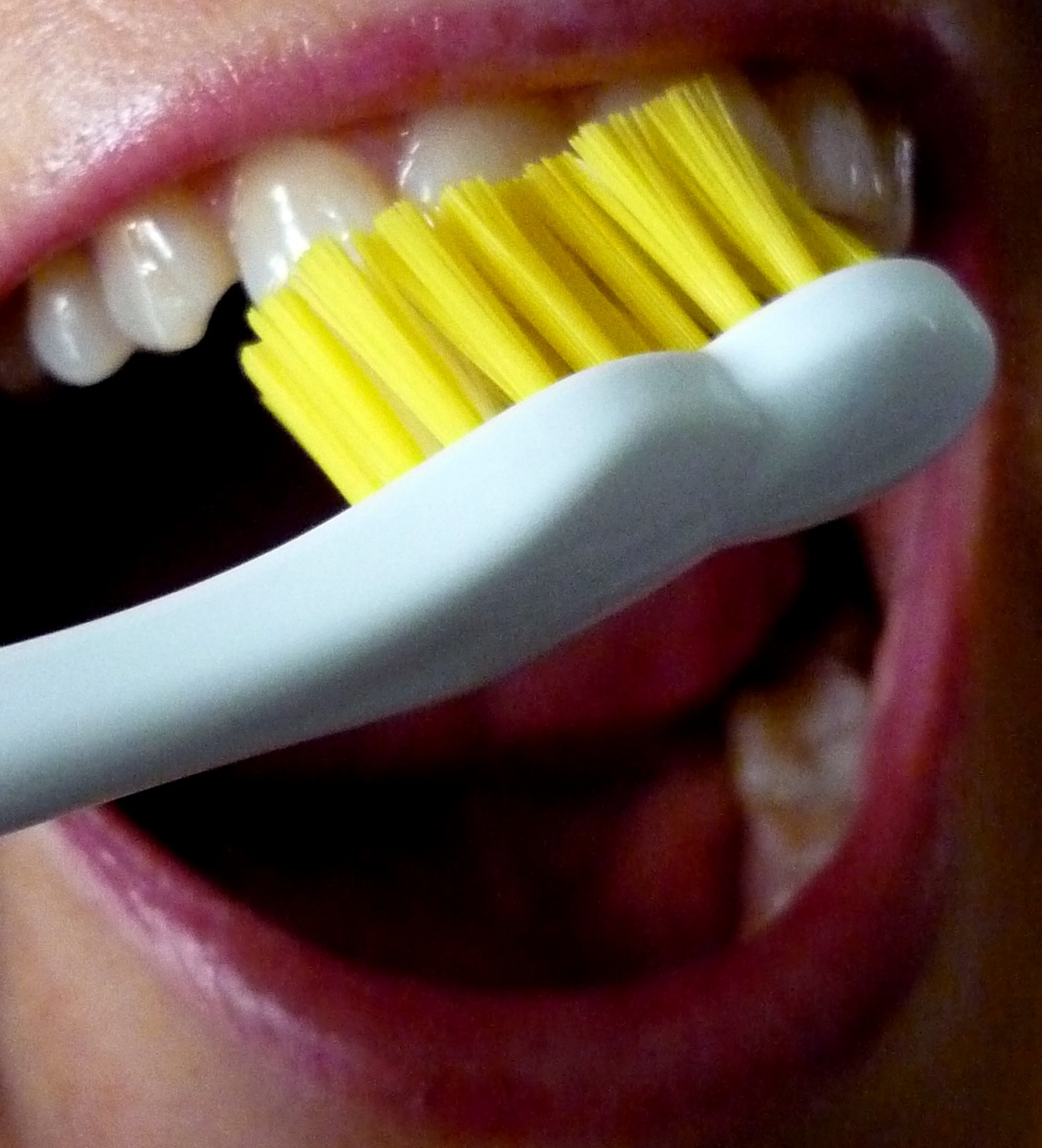
مسواک‌زدن دندان با کمک یک مسواک دستی/پلاستیکی

مسواک‌زدن دندان (انگلیسی: Tooth brushing) به عمل شستشوی دندان با مسواک آغشته به خمیردندان گفته می‌شود. تمیز کردن بین دندان (با نخ دندان یا مسواک بین‌دندانی) می‌تواند به همراه مسواک‌زدن مفید باشد و این دوفعالیت در کنار یکدیگر، ابزار اولیه تمیز کردن دندان‌ها و یکی از جنبه‌های اصلی بهداشت دهان و دندان هستند. مدت زمان توصیه‌شده برای مسواک‌زدن، دو بار در روز و هر کدام به میزان دست‌کم دو دقیقه است.

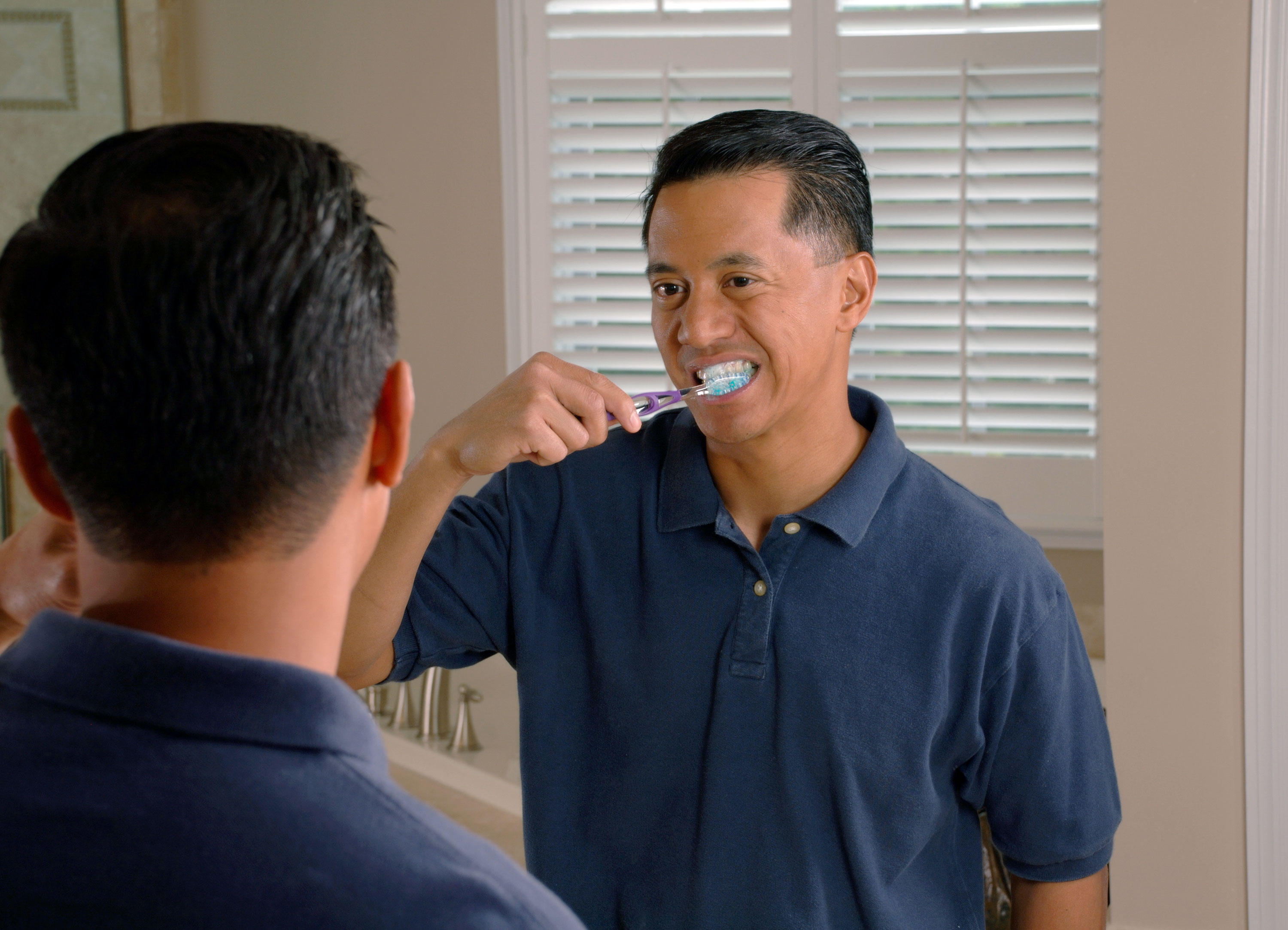
مردی در حالی که به آینه نگاه می‌کند، مسواک می‌زند.

مسواک‌زدن صحیح دندان‌ها به پیشگیری از پوسیدگی دندان و بیماری بافت‌های اطراف دهان کمک می‌نماید. این دو عامل، دست‌کم شامل یک-سوم از دلایل از دست دادن دندان‌ها در بزرگسالان است. اگر دندان‌ها به‌طور صحیح و مکرر مسواک نشوند، می‌تواند منجر به تشکیل پژک دندان گردد و چنانچه همین پژک دندان هر ۴۸ ساعت حذف نشود، ضمن سخت‌شدن، تبدیل به جرم دندان می‌شود. سلامت ضعیف دندان‌ها با بیماری قلبی و کاهش امید به زندگی مرتبط است.
بسیاری از مشکلات جدی، ناشی از عدم رعایت بهداشت دهان و دندان است. مسواک نزدن باعث تجمع باکتری‌های مضر بر روی دندان‌ها و لثه‌ها می‌شود. باکتری‌هایی که در دهان رشد می‌کنند، می‌توانند لثه‌ها را آلوده کرده و سپس به رگ‌های خونی نفوذ کنند. ورود این باکتری‌ها به رگ‌ها باعث التهاب و آسیب عروق می‌شود و ضمن مسدود کردن رگ‌های خونی، جریان خون را سخت کرده و ممکن است منجر به ایجاد لخته خون شوند که در نهایت، محتمل است منجر به حمله قلبی یا سکته گردد. اگر چه مطالعات دانشکدهٔ پزشکی هاروارد، بقایای باکتری‌های دهان را در رگ‌های خونی سرخرگ‌های دور از دهان مشاهده کرده است، اما عوامل دیگر همچون جنسیت، مصرف الکل، دیابت، عدم تحرک کافی، سیگار کشیدن و سابقهٔ خانوادگی در مشکلات قلبی نیز می‌تواند منجر به افزایش خطر ابتلا به بیماری سرخرگ کرونری گردد. چنین عواملی، قضاوت در مورد اینکه مسواک نکردن دندان‌ها تا چه میزان خطر ابتلا به بیماری سرخرگ کرونری قلب را افزایش می‌دهد، سخت می‌کند، اما یک ارتباط ثابت بین سلامت دهان و دندان و بیماری سرخرگ کرونر قلب وجود دارد.

## بدبویی دهان
وضعیتی است که در آن، بوی نامطبوع تنفسی وجود دارد و می‌تواند منجر به ایجاد اضطراب در میان افراد مبتلا گردد. بدبویی دهان با افسردگی و علائم اختلال خلقی و اختلال وسواسی-جبری همراه است. نگرانی در مورد بوی بد دهان — بعد از پوسیدگی دندان و بیماری پیوره — سومین دلیل رایجی است که افراد را مجاب به درمان و رسیدگی به بیماری‌های دهان و دندان می‌نماید. اعتقاد بر این است که بدبویی دهان با افزایش سن، می‌تواند شایع‌تر گردد و ضمن طبقه‌بندی به عنوان یک تابو، ممکن است افرادی را که تحت تأثیر قرار می‌گیرند، مورد انگ اجتماعی قرار دهد. از میان افرادی که بدبویی تنفسی واقعی دارند، حدود ۸۵٪ موارد از داخل خود دهان است و اعتقاد بر این است که موارد باقیمانده ممکن است به دلیل اختلالات در بینی، سینوس پیرابینی، گلو، ریه‌ها، مری یا معده باشد. به ندرت بوی بد دهان می‌تواند به دلیل یک بیماری زمینه‌ای مانند نارسایی کبد یا کتواسیدوز باشد.
درمان‌های معمول و رایج به علل زمینه‌ساز بستگی دارد. اقدامات اولیه ممکن است شامل تمیزکردن زبان، استفاده از دهان‌شویه و نخ دندان باشد. شواهد آزمایشی، به تأثیر استفاده از دهان‌شویه‌های حاوی کلرهگزیدین و ستیل پیریدینیوم اشاره می‌کند. همچنین شواهدی مؤثر مبنی بر تأثیر استفاده از پاک‌کنندهٔ زبان وجود دارد، اما برای نتیجه‌گیری قطعی و واضح، مکفی نیستند. درمان برخی بیماری‌های مرتبط مثل بیماری لثه، پوسیدگی دندان، سنگ لوزه و بیماری رفلاکس معده ممکن است تأثیرگذار باشد.

## شیوهٔ مسواک زدن
یک بررسی مربوط به سال ۲۰۰۸ که بر پایه مطالعات میان سال‌های ۱۹۶۹ تا ۱۹۷۳ صورت پذیرفت، اشاره می‌کند که اگر مسواک‌زدن تا قبل از فاصلهٔ زمانی ۴۸ ساعت انجام شود، می‌تواند پژک‌های دندان را برداشته و سلامت لثه و دندان را حفظ نماید و چنانچه مسواک‌زدن در فواصل زمانی بیشتر از ۴۸ ساعت اتفاق بیفتد، التهاب لثه رخ می‌دهد. در بررسی سال ۲۰۰۸ اشاره شده است که مسواک‌زدن می‌تواند پژک‌های دندان را تا یک میلی‌متر زیر خط لثه از میان بردارد و هر فرد، یک روش مسواک‌زدن معمولی دارد که همین موضوع باعث می‌شود که حتی مسواک‌زدن‌های مکرر، نتواند بخش‌های مسواک‌نخوردهٔ دندان یا دهان را پوشش دهد.
دندان‌پزشکان، ساییدگی اضافی عاج دندان به واسطهٔ مسواک‌زدن [چندین مرتبه در طول روز] را ناچیز می‌شمارند و یک دلیل عمدهٔ آن این است که اغلب خمیردندان‌های مدرن، سایش دندانی نسبی زیر ۲۵۰ دارند. در یک مطالعه، هنگامی که از بزرگسالان خواسته شد تا «بهترین شیوهٔ مسواک‌زدن» را به اجرا بگذارند، آنها [صرفاً فقط] مدت زمان طولانی‌تری مسواک می‌زدند، اما هیچ قسمت اضافی از دهان خود را تحت پوشش عمل مسواک‌زدن قرار نمی‌دادند. این افراد [به ویژه] برای مدت طولانی، روی سطوح برهم‌آیی دندان‌های عقب در قسمت خط بسته‌شدن فک تمرکز داشتند که محل اصلی ایجاد حفره در کودکان خردسال است و این در حالی است که، معمولاً در بزرگسالان، طرفین دندان‌ها بیشتر مستعد ایجاد حفره است. مروری بر مطالعات دندانپزشکی در سال ۲۰۰۵ نشان داد که یک بار مسواک‌زدن کامل دندان‌ها در روز، برای حفظ سلامت دهان کافی است و اغلب دندانپزشکان به بیماران توصیه می‌کنند که دو بار در روز مسواک بزنند — با این احتمال — که بتوانند نواحی بیشتری از دهان را تحت پوشش قرار داده و تمیز کنند.

### اصول مسواک‌زدن صحیح
آب تازه و تمیز را چند با غرغره کرده و مسواک را با آب بشویید. توصیهٔ استاندارد این است که جلو و پشت دندان‌ها باید با مسواک و با زاویهٔ ۴۵ درجه به سمت خط لثه مسواک‌زده شود و مسواک را با حرکت چرخشی، به سمت عقب و جلو حرکت دهید که با خط لثه و دندان تماس پیدا کند. برای مسواک‌زدن پُشت دندان پیش (دندان‌های جلویی)، می‌بایست مسواک را به صورت عمودی به سمت دندان گرفت و به صورت حرکتِ از بالا به پایین اقدام کرد. سطوح جویدنی دندان‌ها (دندان‌های آسیای بزرگ و دندان‌های آسیای کوچک) با حرکت رفت و برگشتی مسواک زده می‌شود و مسواک، می‌بایست در تماسِ مستقیم با دندان باشد. توصیه‌های تخصصی برای استفادهٔ اصولی از مسواک الکتریکی دوار این است که از شکل هر دندان و لثه پیروی کنید، مسواک را در مقابل هر دندان به صورت جداگانه نگه دارید و مداومت این عمل برای هر دندان به میزان ۱ تا ۲ ثانیه است.

### مسواک زدن قبل از غذا
یک مطالعه نشان داده است که مسواک‌زدن بلافاصله (کمتر از دست‌کم ۳۰ دقیقه) بعد از یک وعده غذای اسیدی (شامل نوشابه‌های رژیمی) یا غذاهای معمول صبحانه (شامل آب پرتقال، قهوه، مرکبات، میوه‌های خشک، نان یا شیرینی‌ها) باعث آسیب بیشتر به مینا و عاج دندان می‌شود. قبل از مسواک‌زدن، شستشوی محیط دهان با کمک آب یا جوش شیرین محلول — به منظور زدودن اسیدهای غذایی — می‌تواند به کاهش آسیب اسیدی (که با مسواک‌زدنِ بلافاصله تشدید می‌شود)، کمک نماید. همین پاسخ برای رفلاکس معده و سایر غذاهای اسیدی توصیه‌شده است. محققان و دندان‌پزشک‌ها به این نتیجه رسیده‌اند که از مسواک زدن بلافاصله پس از مصرف نوشیدنی و خوراکی‌های اسیدی باید اجتناب ورزید و مسواک‌زدن، بهتر است که قبل از شام و قبل از صبحانه انجام شود.
افزون بر این‌ها، مسواک‌زدن قبل از صبحانه، تجمع باکتری‌های به جا مانده [در طول شب] را از بین می‌برد و از رشد آنها در غذاهای صبحانهٔ شیرین و تولید اسیدهای آسیب‌رسان به مینای دندان جلوگیری می‌کند. مسواک‌زدن قبل از صبحانه، ضمن تحریک بزاق به تولید بیشتر (که عامل خنثی‌کننده اسیدیته است)، دندان‌ها را با مواد معدنی ضروری تقویت می‌کند. چنین عاملی، بهداشت دهان و دندان را در برنامهٔ صبحگاهی تضمین می‌کند و این موضوع به منظور جلوگیری از بی‌توجهی [به دلیل عجله صبحگاهی]، به ویژه برای خانواده‌هایی که کودک دارند یا کسانی که صبحانه را بیرون از خانه میل می‌کنند، بسیار ضروری و مهم است.

## مسواک

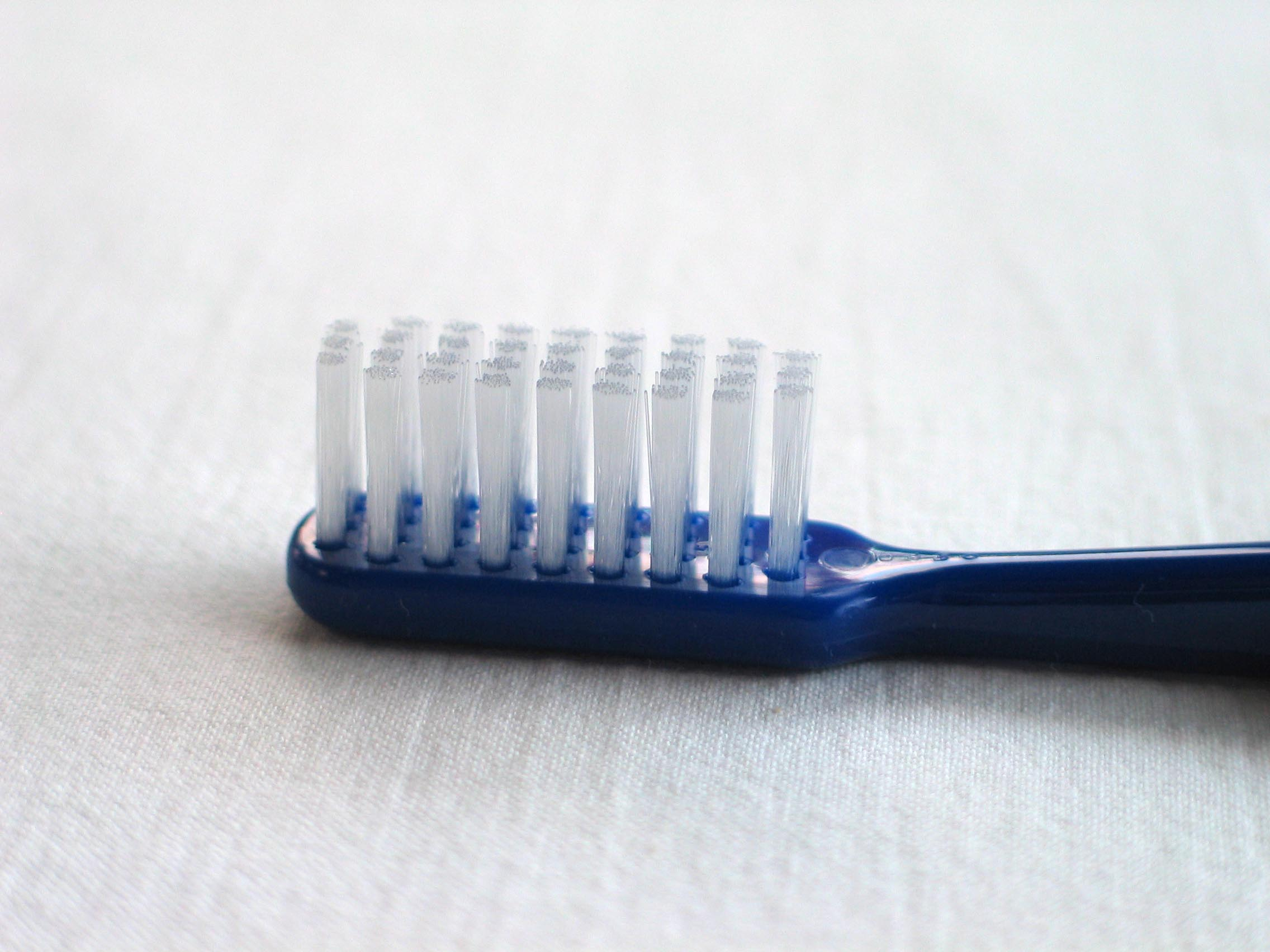
یک مسواک دستی از جنس پلاستیک

مسواک وسیله‌ای است که برای تمیز کردن دندان‌ها استفاده می‌شود و از یک برس کوچک بر روی دسته‌ای (معمولاً پلاستیکی) تشکیل شده است. خمیردندان که اغلب حاوی فلوراید است، معمولاً به مسواک اضافه می‌شود تا به تمیز کردن بهتر و مناسب‌تر دندان‌ها کمک کند. مسواک‌ها در انواع دستی و برقی عرضه می‌شوند. اگر چه شواهد متناقضی در رابطه با میزان تأثیر هر کدام از اینها وجود دارد، بیشتر شواهد نشان می‌دهند که مسواک‌های برقی با حرکت نوسانی، موثرتر از مسواک‌های دستی (و یا به‌طور کلی مسواک‌هایی که فاقد حرکت نوسانی هستند) می‌باشند. بررسی کاکرین در سال ۲۰۱۴ شواهد متوسطی را نشان داد مبنی بر اینکه مسواک‌های برقی، پژک دندان و التهاب لثه را بیشتر از مسواک‌های دستی کاهش می‌دهند. اساساً، مسواک‌های دستی و برقی هر دو در مقولهٔ بهداشت دهان و دندان مؤثر هستند، اما اغلب توصیه می‌شود که افراد از هر چیزی که با آن احساس راحتی می‌کنند استفاده کنند؛ «مهم است که تعیین کنند کدام برای آنها مقرون‌به‌صرفه است و احتمال بیشتری دارد که به‌طور مرتب با آن مسواک بزنند.»
مسواک سنتی گونه‌ای دیگر از مسواک است که غالباً از درخت مسواک تهیه می‌شود و می‌تواند به عنوان یک مسواک طبیعی برای تمیز کردن دندان استفاده شود. اینگونه از مسواک‌ها، فارغ از جنبهٔ ضد باکتریایی، محتمل است که بر کنترل یا شکل‌گیری پژک دندان تأثیر داشته باشند. سازمان جهانی بهداشت استفاده از مسواک سنتی را در سال ۱۹۸۶ میلادی توصیه کرد، اما در سال ۲۰۰۰، یک گزارش عمومی بین‌المللی در مورد بهداشت دهان به این نتیجه رسید که تحقیقات بیشتری برای مستندسازی اثرات مسواک سنتی مورد نیاز است. به‌طور کلی می‌توان چنین نتیجه گرفت که استفادهٔ مکرر از مسواک سنتی، با نیاز کمتر به درمان مرتبط بوده است.

## خمیردندان
خمیردندان عبارت از «خمیر» یا «ژل» مخصوصی است که به همراه مسواک برای تمیز کردن و حفظ زیبایی و سلامت دندان‌ها و همچنین ارتقای بهداشت دهان و دندان استفاده می‌شود. خمیردندان مادهٔ ساینده‌ای است که برای از میان برداشتن پژک دندان و باقیماندهٔ غذاها از روی دندان مؤثر است و در عین‌حال، به محدود نمودن بدبویی دهان کمک می‌کند. خمیردندان‌ها غالباً حاوی مواد فعالی مثل فلورید برای کمک به جلوگیری از پوسیدگی دندان و التهاب لثه می‌باشند. به دلیل تفاوت در ترکیب و محتوای فلورید، همهٔ خمیردندان‌ها به یک اندازه در حفظ سلامت دهان و دندان مؤثر نیستند. کاهش پوسیدگی دندان در طول قرن بیستم به معرفی و استفادهٔ منظم از خمیردندان‌های حاوی فلورید نسبت داده‌شده است. فارغ از مزایا و نکات مثبت استفاده از این محلول، بلعیدن مقادیر زیادی از آن می‌تواند سمی باشد.
مواد فعال موجود در خمیردندان‌ها [با استفادهٔ منظم] می‌توانند از بیماری‌های دندانی پیشگیری کنند. دسته‌ای از این مواد، مواد ساینده است که در حدود ۸ تا ۲۰ درصد از ترکیب خمیردندان معمولی را تشکیل می‌دهند. این ذرات نامحلول، برای کمک به حذف پژک از روی دندان طراحی شده‌اند. حذف پژک از تجمع جِرم جلوگیری می‌کند و در به حداقل رساندن خطر بیماری لثه تأثیرگذار است. پس از تصویب قانون آب‌های بدون میکرومهره در سال ۲۰۱۵، استفاده از میکرومهره در ترکیبات خمیردندان‌ها در ایالات متحده ممنوع شد. با این همه، صنعت خمیردندان و محصولات بهداشتی دهان به سمت استفاده از براق‌کننده فیلم متالیزه اکلیلی مورد تأیید سازمان غذا و دارو (آمریکا) به عنوان مادهٔ سایندهٔ جایگزین گرایش پیدا کرد. اثر سایندهٔ خمیردندان با مقدار سایش دندانی یا به اختصار RDA مشخص می‌شود. خمیردندان‌های با مقدار سایش بالای ۲۵۰، به‌طور قابل‌توجهی به سطوح دندان آسیب می‌رساند. مؤسسه استانداردهای ملی آمریکا و انجمن دندان‌پزشکان آمریکا خمیردندان‌های با سایش کمتر از ۲۵۰ را برای استفادهٔ مداوم، ایمن و مؤثر ارزیابی کرده‌اند.